# グルテンフリー・ダイエット
グルテンフリー・ダイエット（英: gluten-free diet）は、小麦をはじめとした穀物のタンパク質の主成分であるグルテンを除去した食事のこと。非セリアック病患者に対しては、効果がないことが二重盲検比較試験やシステマティックレビューなどから証明されている。もともとグルテン除去食は、セリアック病や小麦アレルギー（食物アレルギー）を改善するための医療行為として取り入れられてきた。

## 社会動向
2010年代以降、原因不明の体調不良に苦しむプロスポーツ選手やアメリカ合衆国のセレブリティの間で効果があるものとして注目され流行した。このことから、アメリカのスーパーマーケットの棚にはグルテンフリー・ダイエット向けと表記する食品も見られるようになったほか、レストランでもメニュー構成に取り入れる店も現れた。グルテンフリー食品の市場は著しく拡大しており、2016年には155億ドルを超える小売売上高を記録し、2011年の2倍以上に増加した。
2017年7月8日、ローマ教皇庁は、カトリック教会が聖体拝領で使用する無発酵のパンが、インターネットやスーパーマーケットで販売されている現状を踏まえ、所要の成分等に関する指針を発表。その中で、グルテンフリーのパンは認めない方針を打ち出した。低グルテンパンについては、小麦のグルテン含有量がパンに加工できる水準なら認めるとしている。

## グルテンフリー食の効能・影響

### セリアック病患者に対して
セリアック病は、遺伝的要素を起因とする個人がグルテンに免疫反応を起こすことで発症する自己免疫疾患である。グルテンを摂取すると、小腸の絨毛が破壊され、炎症が起こり、栄養素の消化吸収能力が著しく低下する。セリアック病の診断は、血液検査と小腸生検によって行われ、絨毛の萎縮が確認される。この疾患は、骨粗鬆症、女性の不妊、糖尿病、消化器系がん、非ホジキンリンパ腫などの合併症のリスクを高めることが知られている。セリアック病の唯一の有効な治療法は、生涯にわたる厳格なグルテンフリー食であり、単なる食事療法ではなく、健康を維持するために不可欠な医療行為として用いられている。

### 非セリアック病患者に対して
非セリアック・グルテン感受性（NCGS）と称する症状にグルテンフリー食が有効であるという意見がある。非セリアック・グルテン感受性（NCGS）とは、セリアック病や小麦アレルギーではない人がグルテンを含む食品を摂取した後に、腹部膨満、腹痛、下痢、便秘などの消化器症状や、疲労感、頭痛、集中力低下などの消化器以外の症状を経験する状態だとされている。非セリアック・グルテン感受性（NCGS）の人がグルテンフリー食によって症状が改善すると主張されている。 
しかし、複数の系統的レビューやメタアナリシスから、セリアック・グルテン感受性（NCGS）に対するグルテンフリー食の有効性は確認されていない。
非セリアック・グルテン感受性（NCGS）には、明確な症状や特異的な診断マーカーが存在しないため、その診断と病態生理は依然として議論の余地がある。また、この症状は過敏性腸症候群（IBS）の症状と重複することが多く、実際には、他の食物不耐性（乳糖不耐症やフルクトース不耐症など）や過敏性腸症候群（IBS）などの別の病態を抱えている可能性も指摘されている。 
また、非セリアック・グルテン感受性（NCGS）の人がグルテンフリー食によって症状が改善する点については、二重盲検プラセボ試験と呼ばれる厳密な試験デザインを用いた研究で検証されている。プラセボ（偽薬）を摂取したグループでもグルテンを摂取したグループとほぼ同程度の症状の改善や悪化が見られることが示されている。この研究では、NCGSと診断された患者の約40%がプラセボ投与時にもグルテン投与時と同様またはそれ以上の症状を報告しており、プラセボ効果の大きさが示唆されている。
別の研究では、厳密な検査の結果、当初非セリアック・グルテン感受性（NCGS）と診断された患者のわずか16%のみがグルテン特異的な症状を示したと報告されている。
これらの結果は、自己申告による非セリアック・グルテン感受性（NCGS）が、実際にはグルテンによって引き起こされていないことを示している。 なお、非セリアック・グルテン感受性（NCGS）の替わりに用いられるグルテン不耐症（英: gluten intolerance）やグルテン過敏症（英: gluten sensitivity）という言葉は、不正確なので用いるべきでないという意見が2011年の国際セリアック病シンポジウム等に基づく研究から主張されている。

### 自閉症スペクトラム障害（ASD）、関節リウマチ（RA）、精神疾患などへの効果
グルテンフリー食が自閉症スペクトラム障害（ASD）、関節リウマチ（RA）、精神疾患の症状改善に役立つという仮説は提唱されているが、現時点ではその効果を支持する強力な科学的エビデンスは見つかっていない。多くの研究は小規模であり、結果が一貫していない、適切な対照群を欠いている、盲検化されていない、グルテンフリー食以外の食事の変化を考慮していないなど、結果の信頼性は低いと言える。システマティックレビューでも、ASDに対するグルテンフリー食の利用を強く推奨する根拠はないと結論付けられている。

### 潜在的な栄養不足とその他の健康への影響
自己判断でグルテンフリー食を長期間続けることは、いくつかの潜在的なリスクを伴う可能性がある。
まず、栄養不足のリスクが挙げられる。グルテンを含む穀物、特に全粒穀物は、食物繊維、鉄分、亜鉛、葉酸、特定のビタミンB群などの重要な栄養素の供給源である。グルテンフリー食は、グルテン含有食品より、これらの栄養素の含有量が低い。
また、グルテンフリー食を実践することで、全粒穀物の摂取量が減少し、心臓の健康や血糖コントロールに重要な食物繊維の摂取量が不足する可能性がある。 次に、加工されたグルテンフリー食品には、グルテンの欠如を補うために、脂肪、砂糖、ナトリウムが多く含まれている場合がある。これらの食品を頻繁に摂取することは、心疾患のリスクの増加、体重増加、血糖値の変動、高血圧などの健康問題を引き起こす可能性がある。したがって、「グルテンフリー」という表示が必ずしも「健康的」であることを意味するわけではないことに注意が必要である。